# 2001年4月中国大陆

## 4月2日
- 4月2日至3日，全国社会治安工作会议在北京举行。会议对进一步开展“严打”整治斗争，加强全国社会治安工作，作出部署。中共中央总书记江泽民主持会议[1]。
- 4月2日至6日，中华人民共和国国务院召开全国整顿和规范市场经济秩序工作会议[2][3]。

## 4月6日
- 中共中央总书记、中国国家主席江泽民在联合国拉丁美洲和加勒比经济委员会发表《共同开创中拉友好合作的新世纪》的演讲，阐述推动中拉在新世纪建立和发展长期稳定、平等互利的全面合作关系的主张[4]。

## 4月27日
- 中华人民共和国国务院作出《关于整顿和规范市场经济秩序的决定》[5][6][7]。

## 4月28日
- 第九届全国人大常委会第二十一次会议通过修订的《中华人民共和国婚姻法》[8]。